# Ходжи Муин Шукруллаев
Ходжи Муин Шукруллаев  (19 марта 1883, Самарканд, Зеравшанский округ, Туркестанское генерал-губернаторство, Российская империя — 22 июля 1942, Усольлаг, Соликамск, Пермская область, РСФСР, СССР) — известный узбекский просветитель, один из идеологов джадидизма, издатель и просветитель, поэт, драматург, журналист.

## Биография

### Ранние годы
Муин Шукруллаев родился 19 марта 1883 года в махалле Рухабад, в историческом центре города Самарканд, рядом с мавзолеями Рухабад и Гур-Эмир. Отец Муина — Шукрулло являлся купцом и религиозным человеком. В 1890 году умерла мать 7-летнего Муина. Спустя пять лет, в 1895 году в 32-летнем возрасте умер отец юного, 12-летнего Муина. В дальнейшем он воспитывался своим дедушкой — Мирсаидом Шарифзода, который тогда являлся имамом мечети Рухабад. Родной дом, где жили Муин и его дедушка находился в непосредственном соседстве с мечетью Рухабад. В настоящее время этот дом и мечеть сохранились. У входа в дом установлен бюст Ходжи Муина Шукруллаева. Религиозное исламское образование юный Муин получил у своего дедушки, а также в медресе Рухабад, которое находится в соседстве с одноимённой мечетью. После окончания учёбы владел таджикским, узбекским, персидским, арабским языками, и позднее освоил русский, турецкий и азербайджанский языки.
В 1900 году 17-летний Муин познакомился с известным самаркандским просветителем и джадидистом — Саидахмадом Васли Самарканди, который повлиял на дальнейшие взгляды Муина. Он с Саидахмадом Васли дополнительно изучал арабский язык, ознакомился с поэзией и литературой, которые вызвали у него большой интерес. Саидахмад Васли познакомил Муина с видными интеллектуалами, просветителями и джадидистами Самарканда и остальной части Средней Азии.

### Начало просветительской деятельности
В 1901 году совершил хадж в Мекку (тогда центр вилайета Хиджаз Османской империи), и получил титул «Ходжи». Во время паломничества в Мекку, проезжал через территорию Ирана, посетил ряд старинных городов. После возвращения из паломничества, в том же 1901 году под наставничеством Саидахмада Васли начал преподавать в медресе Рухабад и открыл при своем доме небольшую школу. Набравшись опыта в преподавательской деятельности, в 1903 году под влиянием Саидахмада Васли и Абдукадыра Шакури, 20-летний Муин на собственные средства открыл новометодную школу в махалле Ходжа Нисбатдор — в паре километров к востоку от своего дома. Новометодные школы в те времена открывались просветителями-энтузиастами и джадидистами Средней Азии, где преподавались исключительно светские науки и предметы. Новометодные школы считались серьезными конкурентами традиционных медресе, в которых уклон был на религиозное обучение, хотя обучали и светским предметам. Вплоть до 1916 года Ходжи Муин преподавал в своей новометодной школе.
В 1903 году во время очередных посиделок, которая состоялась в доме Саидахмада Васли, Ходжи Муин познакомился с Мухмудходжой Бехбуди. Знакомство с Бехбуди положило начало новой эпохе в жизни Ходжи Муина. Они стали тесно сотрудничать между собой, и Ходжи Муина особенно заинтересовали книги Бехбуди.
1908 году Ходжи Муин подготовил и издал учебник для новометодных школ «Рахнамои савод» («Путеводитель знанию»). В 1913—1916 годах Ходжи Муин совместно с Махмудходжой Бехбуди организовали и издавали газету «Самарканд», а также журнал «Ойна» («Зеркало»).
В формировании мировоззрения Ходжи Муина свою роль сыграл основоположник движения джадидизма Исмаил Гаспринский.
Ходжи Муин был автором более 100 публикаций, которые вышли как на узбекском, так и на таджикском языках. Он идентифицировал себя как «тюрк Туркестана».
Ходжи Муин как и другие джадиды выступал за развитие национального искусства и литературы, равноправие женщин, реорганизацию деятельности духовенства, преподавание в школах на национальном языке. Он боролся за введения в мусульманских школах нового метода обучения, ряда светских предметов.
Ходжи Муин создал ряд пьес, таких как «Туй» («Свадьба»), «Мазлума хотин»(«Порабощённая женщина»), «Эски мактаб, янги мактаб»(«Старая школа, новая школа») которые были поставлены в ряде театров в 1916 году.
Его произведение «Мазлума хотин» в 1916 году было переведено на русский язык В. Л. Вяткиным и поставлено в театре.
В течение 1917—1922 годов Ходжи Муин работал редактором газет «Мехнаткашлар уки» («Стрела трудящихся»), а потом «Мехнаткашлар товуши» («Голос трудящийся»). Затем был ответственным секретарем газеты «Зарафшон».
В 1932 году работал переводчиком в издательстве «Узбекистан», а с 1933 года и до его ареста в 1938 году, работал в газете «Кизил юлдуз».

### Преследование. Гибель
В 1929 году, в ходе массовых репрессий интеллигенции 1920-х годов, Ходжи Муин был арестован по надуманным обвинениям наряду со своими некоторыми соратниками, и до 1932 года находился в заключении. После освобождения продолжил свою деятельность. В январе 1938 года, в ходе так называемого «Большого террора», Ходжи Муин снова был арестован по надуманным обвинениям и приговорён к десяти годам лишения свободы. Для отбывания наказания был сослан в Сибирь, в лагерь ГУЛАГа для политзаключенных. Умер от болезни и голода 22 июля 1942 года в соликамском лагере ГУЛАГа, в 59-летнем возрасте. Был посмертно реабилитирован в 1956 году, после знаменитого доклада «О культе личности и его последствиях», который был зачитан Никитой Хрущёвым.